# San Juan de Peña
San Juan de Peña är en ort i Mexiko.   Den ligger i kommunen Jerécuaro och delstaten Guanajuato, i den centrala delen av landet, 180 km nordväst om huvudstaden Mexico City. San Juan de Peña ligger 2 279 meter över havet och antalet invånare är 162.
Terrängen runt San Juan de Peña är kuperad åt sydväst, men åt nordost är den platt. Runt San Juan de Peña är det ganska tätbefolkat, med 78 invånare per kvadratkilometer. Närmaste större samhälle är Tarimoro, 14,0 km väster om San Juan de Peña. I omgivningarna runt San Juan de Peña växer huvudsakligen savannskog.